# Обида (рассказ)
«Обида» ― рассказ русского советского писателя Михаила Александровича Шолохова, написанный в 1925―1926 годах.

## Публикации
Впервые рассказ «Обида» опубликован: Шолохов М. А. Собр. соч.: в 8 т. М., 1962. Т.1. Рукопись произведения обнаружена Л. Г. Якименко в фондах РГАЛИ во 2-й половине 1950-х годах.

## Сюжет
Главный герой произведения, Степан Прокофьевич, житель хутора Дубровинский, глава большой семьи («восемь ртов, оставшихся от сына, убитого в Гражданскую войну»), так же как и все, страдает от неурожая и наступающего голода, так же как и все, ждёт обещанной предстоящей осенью семенной ссуды. Получив на провесне на станции вожделенное зерно, он едет с соседом Афанасием домой. По дороге на хутор их встречают неизвестные и отбирают семенной хлеб. Придавленный горем Степан, «посеревший и немой», тяжело переживает случившееся. Однажды, уже летом, отправляется на розыск пропавших быков, он встречает одного из своих обидчиков, убивает его, но проявляет сострадание к трёхлетнему сыну убитого, которому готов заменить отца.

## Критика
Высоко оценил произведение В. В. Гура: «В подлинно жизненной, исключительно драматической ситуации этого произведения, в его трагическом накале чувствуется мужающий талант большого художника, развернувшийся скоро в „Тихом Доне“. Шолохов выступает здесь против дикости, порождённой долгой войной и вечной нуждой крестьянина, против той „власти земли“, которая убивала в нём всё человеческое».
В. М. Литвинов считал рассказ одним «из самых пронзительных» в раннем творчестве писателя: «В нём трагедия тем более остра, что несчастного убивает несчастный же: один бедняк ограбил другого, а когда уличён, почти не сопротивляется занесённым над ним карающим вилам ― так уж положено, такая тут нравственная установка. И это всё не от неверия в народ и его нравственность ― скорее от неприятия тех концепций народности, которые под знаком „вековой народной крепости“ рисуют трудовой люд как нечто духовно застывшее, нравственно недвижное при любых катаклизмах».